# Oonopinus pretiosus
Oonopinus pretiosus är en spindelart som beskrevs av Bryant 1942. Oonopinus pretiosus ingår i släktet Oonopinus och familjen dansspindlar.
Artens utbredningsområde är Jungfruöarna. Inga underarter finns listade i Catalogue of Life.